# چومانکا
چومانکا (به لاتین: Chumanka) یک منطقهٔ مسکونی در روسیه است که در سرزمین آلتای واقع شده‌است.